# Francisco Blanco Nájera
Francisco Blanco Nájera (Logroño, 24 maggio 1889 – Ourense, 15 gennaio 1952) è stato un vescovo cattolico spagnolo.

## Biografia
Terzo di sette fratelli, fu ordinato prete nel 1913 e, terminati gli studi a Comillas, tornò a Logroño e fu nominato economo della parrocchia di Ventosa. Si dedicò all'insegnamento nelle diocesi di Cordova e di Jaén e pubblicò numerose opere.
Fu consacrato vescovo di Orense nel 1944. Fondò la congragazione delle Missionarie del Divin Maestro.

## Genealogia episcopale
La genealogia episcopale è:
- Cardinale Scipione Rebiba
- Cardinale Giulio Antonio Santori
- Cardinale Girolamo Bernerio, O.P.
- Arcivescovo Galeazzo Sanvitale
- Cardinale Ludovico Ludovisi
- Cardinale Luigi Caetani
- Cardinale Ulderico Carpegna
- Cardinale Paluzzo Paluzzi Altieri degli Albertoni
- Papa Benedetto XIII
- Papa Benedetto XIV
- Papa Clemente XIII
- Cardinale Marcantonio Colonna
- Cardinale Giacinto Sigismondo Gerdil, B.
- Cardinale Giulio Maria della Somaglia
- Cardinale Carlo Odescalchi, S.I.
- Cardinale Costantino Patrizi Naro
- Cardinale Lucido Maria Parocchi
- Papa Pio X
- Cardinale Gaetano De Lai
- Cardinale Raffaele Carlo Rossi, O.C.D.
- Cardinale Amleto Giovanni Cicognani
- Vescovo Francisco Blanco Nájera